# 国立食品、兽医、农学与环境高等教育研究院
国立食品、兽医、农学与环境高等教育研究院（缩写：VetAgro Sup）是法国的一所工程师学校，隶属于法国农业部，也是里昂大学的成员。

## 历史
2010年，里昂国立兽医学校、克莱蒙费朗国立农业工程师学校与国立兽医服务学校合并成立本校。